# Alvin Snow
Alvin Snow (* 30. Oktober 1981 in Renton (Washington)) ist ein ehemaliger amerikanischer Basketballspieler, der nach seiner aktiven Karriere als Sportagent tätig wurde.
Der 1,86 m große Snow, der die Position des Point Guard einnimmt, spielte für die Eastern Washington Eagles der Eastern Washington University in den USA. Dort wurde er im letzten Jahr seiner College-Laufbahn zum Spieler des Jahres der Big Sky Conference gewählt.
Im Oktober 2006 wechselte er vom israelischen Club Elitzur Ashkelon in die Basketball-Bundesliga nach Deutschland zum TBB Trier. Nach nur acht Spielen wechselte er zurück nach Israel. In der Saison 2007/08 ging Snow für den polnischen Erstligisten Kotwica Kołobrzeg auf Körbejagd, danach wechselte er zum slowenischen Verein Helios Domžale.
In der Saison 2012/2013 spielte er in der kosovarischen Basketball-Liga Siguria Superleague für den Rekordmeister Sigal Pristina. Dort spielt die Nummer 13 des Hauptstadt-Klubs unter anderem mit Julian Terrell und Akida Mclain.
Seine Karriere als Spieler endete 2014 nach einer Achillessehnenverletzung. Nach seinem Rücktritt vom aktiven Sport wechselte Snow ins Management und gründete die Agentur Worldwide Sports Management, die professionelle Basketballspieler vertritt.
Derzeit ist Snow als Head Coach der Jungen-Basketballmannschaft an der Kennedy Catholic High School tätig und teilt seine Erfahrung mit jungen Athleten.